# گیورگی دانلیا
گیورگی دانلیا (گرجی: გიორგი დანელია؛ زادهٔ ۲۵ اوت ۱۹۳۰ – درگذشته ۴ آوریل ۲۰۱۹) یک کارگردان، فیلم‌نامه‌نویس، و هنرپیشه اهل اتحاد شوروی/گرجستان/روسیه بود. وی از سال ۱۹۵۸ میلادی تا سال ۲۰۱۹ میلادی مشغول فعالیت بوده‌است.
وی همچنین برنده جوایزی همچون جایزه دولتی اتحاد شوروی و جایزه هنرمند مردمی اتحاد جماهیر شوروی شده است.

## فیلمشناسی
- میمینو